# Observatório de Skinakas
O Observatório de Skinakas  (em grego:  Αστεροσκοπείο Σκίνακα) é um observatório astronómico localizado no pico homónimo de Psiloritis, na ilha de Creta, Grécia. O observatório possui dois telescópios um Ritchey-Chrétien, modificado, de 1,3 m e um Schimdt-Cassegrain de 0,3 m, operados pela Universidade de Creta e pela Fundação para Pesquisa e Tecnologia - Hellas.

## História
A ideia inicial de construir um local de pesquisa astronómica próximo ao Monte Ida (Creta) teve origem no verão de 1984. A sua construção partiu da parceria entre a Universidade de Creta, a Fundação para Pesquisa e Tecnologia - Hellas (FORTH) e o Instituto Max Planck de Física Extraterrestre, que em conjunto concordaram não só construir bem como operar os telescópios no seu interior. A construção deste observatório teve com objetivo modernizar o ensino de astronomia aos estudantes da universidade, bem como apoiar o aprofundamento do estudo de cometas e nebulosas. O primeiro diretor do observatório de Skinakas foi o professor Ioannis Papamastorakis, do departamento de Física da Universidade de Creta.
A passagem do cometa Halley na primavera de 1986 determinou o prazo para a instalação do telescópio, que devido ao seu amplo campo de visão e presença de uma câmara eletrónica de alta sensibilidade, tornava-o especialmente adequado para a observação do respetivo cometa. Quando da inauguração do conservatório, a 12 de abril de 1986, compareceram centenas de pessoas de toda a Grécia para participar da cerimónia e observar o cometa Halley.
Os resultados obtidos através da operação do primeiro telescópio, com 0,3 m de diâmetro, fez confirmar a excelência da localização deste observatório na região do Mediterrâneo. E com eles, foi colocada a hipótese de adicionar um telescópio de maiores dimensões. No outono de 1995, iniciaram-se as operações desse novo telescópio. Um telescópio do tipo Ritchey-Chrétien com um diâmetro de 1,3 metros.
Em 2006, em colaboração com a Universidade de Tuebingen, um terceiro telescópio de 0,6 m foi instalado. Este telescópio do tipo Cassegrain, chamado "Ganymede", é totalmente robótico e dirigido remotamente.

## Áreas de Pesquisa
Os principais programas de observação em execução no Observatório incluem o estudo de:
- interação entre galáxias, núcleo de galáxias ativas
- nebulosas planetárias
- remanescentes de supernova
- estrelas binárias com um membro sendo uma anã branca, uma estrela de neutrões ou um buraco negro
- estudo do campo magnético e poeira na nossa galáxia, por polarimetria ótica
- variabilidade e mecanismos de aceleração em jatos Blazar

O observatório de Skinakas é considerado o observatório mais produtivo da Grécia. Tendo em 2020, contribuído para um total de 247 artigos publicados em revista.
 